# Musaranya grossa de Zimbàbue
La musaranya grossa de Zimbàbue (Crocidura luna) és una espècie d'eulipotifle de la família de les musaranyes (Soricidae). Viu a Angola, Burundi, la República Democràtica del Congo, Kenya, Malawi, Moçambic, Ruanda, Tanzània, Uganda, Zàmbia i Zimbàbue.